# Gnadochaeta australis
Gnadochaeta australis är en tvåvingeart som först beskrevs av Townsend 1916.  Gnadochaeta australis ingår i släktet Gnadochaeta och familjen parasitflugor.
Artens utbredningsområde är Uruguay. Inga underarter finns listade i Catalogue of Life.